# Raymond Aron
Raymond Aron (París, 14 de març de 1905 - 17 d'octubre de 1983) fou un filòsof, sociòleg, professor universitari i comentarista polític francès, un dels pensadors més destacats de França del segle xx.
Aron és conegut sobretot pel seu llibre de 1955 L'opi dels intel·lectuals, el títol del qual inverteix l'afirmació de Karl Marx que la religió era l'opi del poble; argumenta que el marxisme va ser l'opi dels intel·lectuals a la França de postguerra. En el llibre, Aron va castigar els intel·lectuals francesos pel que va descriure com la seva dura crítica al capitalisme i la democràcia i la seva defensa simultània de l'opressió, atrocitats i intolerància marxistes. El crític Roger Kimball suggereix que Opi és «un llibre seminal del segle XX». Aron també és conegut per la seva amistat de tota la vida, de vegades conflictiva, amb el filòsof Jean-Paul Sartre. La dita «Millor equivocar-se amb Sartre que correcte amb Aron» es va fer popular entre els intel·lectuals francesos.

## Biografia

### Família
Raymond Claude Ferdinand Aron provenia d'una família jueva i d'un entorn benestant per ambdues bandes. Els seus pares van ser Gustave Émile Aron (1870-1934) i Suzanne Levy (1877-1940). El seu avi matern, Léon Levy, era propietari d'una fàbrica tèxtil al nord de França. La seva família paterna provenia de Lorena, on ella s'havia establert des de finals del segle XVIII. El seu avi patern, Isidore (conegut com a Ferdinand) Aron, era majorista tèxtil a Rambervillers, aleshores a Nancy (Lorena). Un dels seus oncles paterns, Paul Aron, era el pare de Max Aron, un biòleg mèdic de la Facultat de Medicina d'Estrasburg. Ferdinand, l'avi patern de Raymond, li va predir una gran carrera en néixer. Gustave Aron es va negar a fer-se càrrec del negoci familiar i va cursar brillants estudis de dret; Va publicar obres jurídiques, però havent quedat segon a l'agregació jurídica, tot i que només se li va assignar una plaça, va abandonar la perspectiva d'ensenyar a la universitat i va esdevenir professor de dret a l’École normale supérieure Paris-Saclay. Va deixar de treballar a principis del segle xx, va viure a partir de llavors de l'herència familiar i es va fer construir una casa a Versalles entre 1913 i 1915 amb una pista de tennis. La família Aron va tornar llavors a París. Després de la guerra, Gustave Aron va invertir a la borsa, però la seva fortuna es va perdre a causa de la crisi econòmica de 1929 i es va veure obligat a tornar a treballar. Va morir el 1934 d'un atac de cor. La mare de Raymond va morir el juny 1940 a Gwened.
Aquesta fortuna familiar havia permès als tres fills Aron portar una vida còmoda i rebre una bona educació. El germà gran de Raymond, Adrien Aron (1902-1969), va estudiar al Lycée Hoche de Versalles i va continuar amb una classe superior de matemàtiques i una llicenciatura en dret, però li atreia més una vida fàcil i es va convertir en un gran jugador de tennis i bridge i va portar una vida d'apostador alt, a diferència de Raymond i per a gran consternació del seu pare . Abans del naixement d'Adrien, la mare havia donat a llum un fill mort. Després de Raymond va venir un tercer noi, Robert Aron, que es va llicenciar en dret i filosofia, va publicar un estudi sobre Descartes i Pascal i després del servei militar va entrar a l'administració de la Banque de Paris et des Pays-Bas (que es va convertir en Paribas el 1982, que després va ser comprada el 2000 per BNP per formar BNP Paribas), segons alguns gràcies a Raymond, que jugava regularment a tennis amb el seu director.

### Estudis
Va estudiar al Lycée Hoche de Versalles, on va obtenir el batxillerat el 1922. Va ser estudiant en khâgne al Lycée Condorcet (París) des de l'octubre de 1922 fins al 1924, i després va ser acceptat a l’École Normale Supérieure del carrer d'Ulm. Els seus companys van ser Pierre-Henri Simon, Paul Nizan, Georges Canguilhem i Jean-Paul Sartre. Era un humanista racional, i un líder entre aquells que no van abraçar l'existencialisme. Paul Nizan va ser un veritable amic seu, almenys durant els seus anys a l'École Normale Supérieure. Admira tant Paul Nizan com Jean-Paul Sartre per la seva intel·ligència i jutja el primer com el millor escriptor (admira Aden Arabie però li agrada menys Les Chiens de garde), el segon com el millor filòsof . Aleshores va rebre la influència de les idees pacifistes del filòsof Alain, de qui es va distanciar a partir dels anys 30. Políticament compromès, Aron va passar un temps fent campanya a la SFIO. El 1927, ell i els seus companys d'estudi van signar la petició, publicada el 15 d'abril a la revista Europe, contra la llei sobre l'organització general de la nació per a temps de guerra, que derogava tota independència intel·lectual i tota llibertat d'opinió. El seu nom es troba al costat dels d'Alain, Lucien Descaves, Louis Guilloux, Henry Poulaille, Jules Romains i Caroline Rémy de Guebhard.
El 1928, Aron va ser acceptat en primer lloc a l’agrégation de filosofia, mentre que Sartre va suspendre l'examen escrit abans de ser acceptat en primer lloc l'any següent i amb un total de punts superior al d'Aron l'any anterior . Emmanuel Mounier és segon. Va dur a terme el seu servei militar a l'Oficina Meteorològica Nacional del Fort Saint-Cyr. El 1930, va obtenir un doctorat en filosofia de la història a l’École Normale Supérieure. Aron va anar a Alemanya a partir del 1930, on va estudiar durant un any a la Universitat de Colònia, i després del 1931 al 1933 a Berlín, on va ser resident de l'Institut Francès creat el 1930 i va assistir a la Universitat de Berlín. Després va observar l'auge del totalitarisme nazi i va relatar el fenomen a les seves Memòries.
El 1933, Raymond Aron es va casar amb Suzanne Gauchon (1907-1997), descendent del Dauphiné i Lyonnais. Tindran tres filles. Dominique Schnapper, sociòloga i membre del Consell Constitucional del 2001 al 2010, Emmanuelle i Laurence.
El 1938 va obtenir el doctorat en lletres amb la tesi Introducció a la filosofia de la història. La seva tesi complementària és l’Assaig sobre la teoria de la història a l'Alemanya contemporània.

## Carrera professional
Va tornar a França el 1933 mentre Sartre era resident a l'Institut Francès de Berlín. Va ensenyar filosofia durant un any al liceu de l'Havre (el liceu François IIer, on Sartre també el succeiria) i va viure a París fins al 1940. Aleshores va ser secretari del Centre de Documentació Social de l'École Normale Supérieure i professor a l'École Normale Supérieure d'Educació Primària de París.
El 1935 va publicar Sociologia alemanya contemporània, on va introduir la idea — nou — de la relativitat i l'indeterminisme en sociologia .
Després d'obtenir el doctorat el 1939, va ser professor de filosofia social a la Facultat de Lletres de Tolosa abans de ser mobilitzat a l'exèrcit francès com a sergent a l'estació meteorològica al nord de Mézières.
El 24 de juny de 1940, va embarcar en un vaixell britànic que transportava una divisió polonesa, el HMS Ettrick, a Sant Joan Lohitzune i va arribar a Londres, on va romandre fins al 1945. Allistat a les Forces Franceses Lliures, va esdevenir editor de La France Libre, una revista creada per André Labarthe, independent de la França Lliure i sovint crítica amb el general De Gaulle. Aquesta va ser la seva primera experiència en l'escriptura periodística, que no abandonaria fins a la seva mort. Va treballar al costat de Stéphane Hessel i Daniel Cordier durant el seu entrenament militar.
El 1944, el degà de la Universitat de Bordeus li va oferir la càtedra de sociologia, però ell la va rebutjar perquè volia orientar-se cap al periodisme (més tard es penediria d'aquesta elecció) .
Després de la guerra, es va traslladar a París i va esdevenir professor a l’École nationale d'administration, on va ensenyar entre 1945 i 1947. De 1948 a 1954, va ser professor a l’Institut d'Estudis Politiques de París, i encara hi ensenyava el 1958. Aquest darrer curs serà objecte d'una publicació amb el nom de Democràcia i Totalitarisme. Aron es va involucrar en la vida de l'establiment jugant un paper clau en la creació de l’Associació Francesa de Ciències Polítiques amb professors de l'escola, i esdevenint membre del Consell de Millora de l'IEP el 1957, càrrec que va ocupar fins al 1968. També va impartir conferències a principis dels anys seixanta i va pronunciar la seva última conferència, titulada Teoria de les crisis internacionals, entre 1965 i 1966. Quan Sciences Po va crear la seva escola doctoral, va impartir docència, en particular amb Jean-Baptiste Duroselle.
Va ser professor des del 1955 i, a partir del 1958, professor a la Facultat de Lletres i Ciències Humanes de la Universitat de París. El 1960 va ser elegit director d'estudis de l’École pratique des hautes études, càrrec que va mantenir fins al 1983. El 1970, va esdevenir professor al Collège de France, on ocupava la càtedra “ Sociologia de la civilització moderna”; Va deixar la universitat el 1978
El 1960 va crear el Centre de Sociologia Europea amb Pierre Bourdieu com a ajudant, que aleshores n'era el secretari i va assumir el càrrec de director el 1968
Periodista de tota la vida, Aron es va convertir el 1947 en un influent columnista de Le Figaro, un càrrec que va ocupar durant trenta anys fins que es va incorporar a L'Express, on va escriure una columna política fins a la seva mort.
A partir de 1958 fou professor a la Facultat de Lletres i Ciències Humanes de La Sorbona. Col·laborà també entre el 1968 i 1972 amb la ràdio Europa número 1 i entre el 1970 i 1983 fou professor de sociologia de cultura moderna al Collège de France i president de l'Acadèmia de Ciències Morals i Polítiques francesa.
Va ser elegit membre honorari estranger de l’Acadèmia Americana d'Arts i Ciències el 1960 i membre internacional de l’American Philosophical Society el 1966.
El 1978, va fundar, sobretot amb Alain Ravennes, el CIEL (Comitè d'Intel·lectuals per una Europa de les Llibertats) i, amb l'ajuda de Jean-Claude Casanova, va crear la revista Commentaire. Un Centre per a l'Estudi de la Filosofia Política s'anomena Centre Raymond-Aron a l’École d'Estudis Avançats en Ciències Socials, Boulevard Raspail a París (EHESS).

### Mort
El 17 octubre 1983 va morir d'un atac de cor als 78 anys, en sortir del palau de justícia de París, situat al 4t districte, després d'haver testificat a favor de Bertrand de Jouvenel durant el judici entre aquest últim i Zeev Sternhell
Està enterrat al soterrani familiar del cementiri de Montparnasse (divisió 24)
La filosofia de la història i de la sociologia alemanya foren els temes que més li interessaren des que era jove. Analitzant aquests temes fou conscient de l'arbitrarietat de la història, per això arriba a la conclusió de com n'era, de difícil, parlar d'«objectivitat històrica». Seguint aquesta línia de pensament, establí que allò que més es podria apropar a l'objectivitat és la metodologia per a l'estudi d'aquesta disciplina. Fou un dels grans analistes de la societat contemporània i de l'actuació dels intel·lectuals d'esquerra. Tingué força relació amb Charles de Gaulle.

## Pensament
En paraules del sociòleg Edward Shils, Aron passà de ser un obert socialista en la seva joventut a esdevenir «el més persistent, el més sever i el crític més culte del marxisme i de l'ordre social socialista -o més precisament, comunista- del segle XX». Però aquest trànsit no fou una renúncia, sinó que pensava que els ideals que realment havien de ser abraçats eren els que es podien abastar sense destruir el que es pretenia defensar.
Estimava Aron que la saviesa política raïa a tenir la capacitat de triar la millor forma d'actuar fins i tot quan l'òptima no estigués disponible, com passa sovint. «Ningú no diu mai l'última paraula», insistia, «i no podem jutjar els nostres adversaris com si la nostra pròpia causa estigués identificada amb la veritat absoluta».
Aron es referia al «mite de la revolució» (com el «mite de l'esquerra» i el «mite del proletariat») i sostenia que resultava tan seductor precisament pel seu atractiu poètic: induïa la il·lusió que «tot és possible», que tot pot ésser completament transformat en el gresol de l'activitat revolucionària. Combinar la doctrina de la inevitabilitat històrica amb el mite de la revolució era una recepta per a la tirania totalitarista.
Es definia com un reformista en contraposició al revolucionari, atès que el reformista reconeix que el vertader progrés és contingent, parcial i imperfecte. És contingent perquè depèn de la iniciativa individual i pot caure en desgràcia; és parcial perquè els ideals mai no es poden aconseguir tots alhora, sinó només un vacil·lant pas rere un altre; i imperfecte perquè el recalcitrant caràcter de la realitat, incloent la turbulenta realitat de la natura humana, garanteix els errors, les frustracions, les imperfeccions i la simple perversitat.
Mantenia la seva oposició al comunisme perquè «el comunisme és una versió degradada del missatge occidental. Reté la seva ambició de conquerir la natura i millorar el destí dels humils, però sacrifica el que fou i ha de seguir essent el cor de l'aventura humana: la llibertat d'investigació, la llibertat de controvèrsia, la llibertat de crítica, i el vot».
Defensava la llibertat i la raó davant el totalitarisme polític i intel·lectual i el fonamentalisme. Davant aquest últim moviment, proposava com a mecanisme de defensa l'escepticisme, però amb cura de no caure en la indiferència per no arribar finalment al nihilisme, que considerava profundament negatiu.
Aron reivindica les lleis pròpies del coneixement en oposició a les actituds determinades i dogmàtiques. Des d'aquesta perspectiva, considera que atesa l'enorme complexitat dels fenòmens polítics, els polítics han de ser analitzats sense caure en actituds reduccionistes, visions binàries o falsos moralismes. Com Max Weber, Aron considera que la realitat no pot ser pensada de manera global i les veritats en economia, en sociologia i en ciència política sempre són parcials i reflecteixen només una part de la complexitat total.
A l'extensa obra literària d'Aron s'aborda una àmplia gamma de temes que van des de l'estudi dels clàssics de la filosofia, la sociologia i la ciència política, fins a les reflexions sobre la guerra i la pau, l'anàlisi sobre el paper dels intel·lectuals i fins al diagnòstic de la societat industrial. Una de les qualitats més notables de l'obra no és tant la seva extensió com la seva independència en relació als paradigmes regnants al món cultural i universitari de la segona postguerra, dominat per un pensament de tall marxista i a favor de les polítiques de la Unió Soviètica. No gaudí de la popularitat de Jean-Paul Sartre, amb qui compartí formació als anys 1920 a l'École Normale Supérieure.
| « | El marxisme és un element essencial de l'opi dels intel·lectuals perquè la seva doctrina de la inevitabilitat històrica l'aïlla de poder ésser rectificat per quelcom tan trivial com la realitat dels fets. | » |